# 화성 솔
솔 (Sol, 라틴어로 태양을 뜻하는 단어에서 본 딴 단어)은 화성의 태양일, 즉 화성의 하루를 뜻한다. 솔은 화성에서 관찰자가 볼 때 태양이 같은 자오선(해시계 시간) 상에 두 번 연속해서 돌아오는 데 걸리는 시간을 의미한다. 솔은 화성의 시간을 측정 하는 여러 단위 중 하나이다.
솔은 지구의 하루보다 조금 더 길다. 솔의 길이는 약 24시간 39분 35초다. 화성의 1년은 약 668.6솔로 지구 기준으로 약 687일(1.88년)에 해당한다.
솔은 1976년 바이킹 계획 중에 채택되었으며, 화성 탐사차의 스케줄을 계획하는 등에 주로 사용되는 시간 단위이다. 솔은 NASA에서 주로 사용한다.

## 시간 길이
화성의 밤낮 주기의 평균적인 시간(화성의 하루)는 24시간 39분 35.244초로 이는 지구 시간으로 1.02749125일과 같다. 화성의 항성시는 24시간 37분 22.66초이다. 화성의 자전 방향이 공전 방향과 같기 때문에 화성의 태양일이 지구보다 더 길다.
NASA 우주선 착륙선이 화성에서 작업을 시작할 때 화성의 하루(솔)는 간단한 숫자 계산을 사용하여 추적되었다. 바이킹 착륙선, 피닉스, 화성 과학 실험실 로버 큐리오시티, 인사이트, 퍼서비어런스 계획은 모두 착륙 시점의 태양일을 "0솔"으로 계산했다. 마스 패스파인더와 두 대의 화성 탐사 로버는 대신 착륙 시점을 "1솔"로 잡았다. 일반적으로 1솔은 '의미 있는' 또는 '유용한' 착륙선 작업이 이루어지는 첫 번째 솔이 되도록 설정된다. 이에 따라 화성의 하루가 끝나갈 무렵에 착륙한 경우에는 일차를 0에서 시작했고, 하루 초기에 착륙한 경우에는 1에서 시작했다.
NASA의 화성 착륙선 임무는 두 차례 쌍으로 수행되었지만, 각 쌍 내 두 착륙선의 솔 계수를 동기화하려는 노력은 이루어지지 않았다. 예를 들어, 스피릿과 오퍼튜니티가 동시에 화성에서 작동하도록 보내졌지만, 각각 착륙일을 '1솔'로 간주했기 때문에 두 로버의 달력은 약 21솔 정도 차이가 났다.

## 용어
"Yestersol"이라는 단어는 MER 미션 초기에 NASA 화성 운영팀에서 이전의 솔(화성에서의 "어제")을 지칭하기 위해 만들어졌으며 2003년 화성 탐사 로버 계획 중에 해당 조직 내에서 상당히 널리 사용되었다 이 용어는 또한 언론에까지 퍼져 사용되기도 했다. 다른 합성어로는 "Tosol"(화성에서의 "오늘")과 "Nextersol", "Morrowsol", "Solmorrow" 등 화성에서의 "내일"을 뜻하는 단어가 있다. NASA 기획자들은 시간대 구획이나 행성 일정 동기화로 인한 휴무일을 지칭하기 위해 적어도 2012년에 "Soliday"라는 용어를 만들어냈다.

## 변환
화성 식민지화 가능성을 고려하면서 제기된 한 가지 의문은 "솔(Sol)을 표준 지구 시간으로 어떻게 변환할 수 있을까?"였다. 킴 스탠리 로빈슨의 SF 시리즈 화성 3부작에서 화성 정착민들은 자정에 39분 40초 동안 똑딱거렸다가 다시 원래대로 돌아오는 전통적인 지구 시계를 사용한다. 이로 인해 태양과 지구의 날 사이의 시간 차이를 보상하는 " 마녀의 시간 "과 같은 것이 생성된다. 이는 필립 K. 딕이 1964년 소설 화성 시간 이동에서 제시한 방법을 따른 것이다.
화성 식민지화 가능성을 고려할 때 "솔을 지구 표준 시간으로 어떻게 변환할 것인가?"라는 질문이 제시가 되었다. 킴 스탠리 로빈슨(Kim Stanley Robinson)의 SF 소설 시리즈 "화성 삼부작"에서는 화성 정착민들이 전통적인 지구 시계를 사용하지만, 자정이 되면 시계가 39분 40초 동안 멈췄다가 다시 작동하게 한다. 이렇게 해서 솔과 지구 하루 간의 시간 차이를 보정하는 일종의 "위칭 아워(witching hour)"가 생긴다. 이 방식은 필립 K. 딕(Philip K. Dick)이 1964년 소설 화성의 타임슬립에서 제시했던 방법을 따른 것이다.
스피릿 임무를 위해 작은 시계 제작소에서 임무 승무원을 위해 지구의 하루 당 10초 정도의 오차를 갖는 화성 시간을 유지하는 기계식 시계를 제작했다. 2022년에는 시계 제조사 오메가가 디지털-아날로그 하이브리드 시계를 대중에게 판매하기 시작했다고 보도되었다.